# Клак, Александер
Алекса́ндр До́миник Кла́к (пол. Aleksander Dominik Kłak; 24 ноября 1970, Новы Сонч, Польша) — польский футболист, вратарь.

## Карьера

### Клубная
Свою карьеру начал, выступая в клубе «Дунаец» (Новы Сонч). Затем играл в «Иглуполе» (Дембица), «Олимпии» (Познань), «Гурнике» (Забже), «Штраелене», «Хомбурге», «Боннере», «Антверпене», «Дендере» и "Де Графсхапе».

### В сборной
В сборной Польши стал серебряным призёром на Летних Олимпийских игр в Барселоне в 1992 году.

## После окончания карьеры
После окончания карьеры игрока стал работать водителем городского транспорта в Антверпене и тренером вратарей местного футбольного клуба.